# Мевіс Бейт
Мейвіс Ліліан Бейті, ОБІ (Mavis Lilian Batey) була британською розгалувальницею кодів під час Другої світової війни . Вона була однією з провідних жінок-дешифрувальників у Блетчлі-парку. 
Пізніше вона стала істориком садівництва, яка проводила кампанію за збереження історичних парків і садів, а також письменницею.  Бейті була нагороджена Меморіальною медаллю Вейча в 1985 році, а в 1987 році стала членом Ордена Британської імперії (MBE) в обох випадках за її роботу по збереженню садів. 

## Раннє життя
Мевіс Ліліан Левер народилася 5 травня 1921 року  в Далвічі в сім’ї швачки та поштового працівника. Вона виховувалась у Норбері та ходила до жіночої школи монастиря Колома в Кройдоні .  На початку Другої світової війни вона вивчала німецьку мову в Університетському коледжі Лондона :
Я зосереджувалась на німецькому романтизмі, а потім зрозуміла, що німецький романтизм незабаром будуть над головою, і я подумала, що мені справді варто зробити щось краще для військових зусиль. 
Вона вирішила перервати навчання в університеті. Спочатку вона подала документи на посаду медсестри, але виявила, що її лінгвістичні навички дуже затребувані. 

## Зломщик кодів
Спочатку її найняли в лондонську секцію, щоб перевіряти особисті колонки The Times на предмет зашифрованих шпигунських повідомлень.  Потім, у 1940 році, її найняли на роботу розшифровкою в Блетчлі Парк.  Вона працювала асистентом Діллі Нокс і брала активну участь у розшифровці перед битвою при Матапані .    Як повідомляє The Daily Telegraph, вона настільки знайома зі стилями окремих ворожих операторів, що змогла визначити, що у двох із них є дівчина на ім’я Роза. Бейті розробив успішну техніку, яку можна було б використовувати деінде. 
Хоча Бейті було лише 19 років, вона почала працювати над італійською машиною Naval Enigma, і наприкінці березня 1941 року вона фактично зламала їхню систему, розшифрувавши повідомлення, яке звучало так: «Сьогодні день мінус три». Вона та її колеги працювали три дні та ночі та виявили, що італійці мали намір напасти на конвой Королівського флоту, який перевозив товари з Каїра до Греції.   Повідомлення, які вони розшифрували, містили детальний план італійського нападу , який призвів до знищення силами союзників більшої частини італійських військово-морських сил біля мису Матапан, на узбережжі Греції. Керівник нападу на Матапан, адмірал Ендрю Каннінгем, пізніше відвідав Блетчлі-парк, щоб подякувати Нокс, Бейті та її колегам-зламникам шифрів за те, що зробили його перемогу можливою. 
Крім того, що вона була талановитою у розшифрувані шифрів (вона зламала телеграму Ціммермана під час Першої світової війни), Нокс був відомим вченим-класиком і написав вірш, щоб прославити успіх союзників під Матапаном. Він включив строфу, присвячену Бейті та її ключовій ролі в перемозі:
«Коли Каннінгем переміг у Матапані, З ласки Божої та Мейвіс, «Nigro simillima cygno est», хвала небесам, Дуже «rara avis». » («Вона, хвала небу, як і чорний лебідь, дуже рідкісний птах». ) Пізніше вона сказала, що це була «дуже п’янка річ для 19-річної дівчини». 
У грудні 1941 року вона зламала повідомлення між Белградом і Берліном, яке дало змогу групі Нокса розібратися в підключенні Енігми абверу, машини Енігма, яку раніше вважали незламною.  Пізніше Бейт зламав ще одну машину Абверу — GGG. Це дало змогу британцям прочитати повідомлення Абверу та підтвердити, що німці вірили в розвідку Double-Cross, яку вони отримували від подвійних агентів, яких Британія завербувала як шпигунів. 
У Блетчлі-парку вона познайомилася з Кітом Бейті, математиком і колегою-розбивачем кодів, за якого вийшла заміж у 1942 році.  

## Публікації
Мевіс Бейті написала біографію Діллі Нокс: «Діллі: Людина, яка розбивала загадки». У книзі наведено короткий виклад урядових кодів і операції зі зламу кодів школи шифрування в Блетчлі-парку. У ньому також описано її розшифровку італійської Енігми, яка сприяла успіху британського флоту в битві біля мису Матапан . 

## Подальше життя та нагороди
Батей деякий час після 1945 року провела на дипломатичній службі, а потім виховала трьох дітей: двох дочок і сина.  Вона опублікувала низку книг з історії саду, а також деякі, що стосуються Блетчлі-Парку, і була президентом Товариства історії саду, секретарем якого вона стала в 1971 році.  
У 1985 році вона була нагороджена Меморіальною медаллю Вейтча, а в 1987 році стала членом Ордена Британської імперії (MBE) в обох випадках за роботу зі збереження садів.  

Бейті померла 12 листопада 2013 року, у віці 92 років.   
У 2005 році The Gardens Trust провів першу щорічну премію Mavis Batey Essay Prize, конкурс, орієнтований на іноземних студентів, які навчаються в університетах, вищих навчальних закладах або які нещодавно закінчили їх.  Нагорода відзначає досягнення та пропаганду Бейті в садівництві. У 2020 році конкурс проводився вшістнадцяте. 

## Роботи
- Batey, Mavis (1982). Oxford Gardens: The University's Influence on Garden History. ISBN 978-0861270026.
- Batey, Mavis (1983). Nuneham Courtenay: An Oxfordshire 18th-century Deserted Village.
- Batey, Mavis (1984). Reader's Digest Guide to Creative Gardening.
- Batey, Mavis (1988). Jacques (ред.). The Gardens of William and Mary. London: Christopher Helm. ISBN 978-0747016083.
- Batey, Mavis (1989). The Historic Gardens of Oxford & Cambridge. ISBN 978-0333446805.
- Batey, Mavis; with David Lambert (1990). The English Garden Tour: A View Into the Past. John Murray. ISBN 978-0719547751.
- —— (Spring 1991). Horace Walpole as Modern Garden Historian. Garden History. 19 (1): 1—11. doi:10.2307/1586988. JSTOR 1586988.
- Batey, Mavis (1995). Regency Gardens. Shire Books. ISBN 978-0747802891.
- Batey, Mavis (1995). Story of the Privy Garden at Hampton Court. ISBN 978-1899531011.
- Batey, Mavis (1996). Jane Austen and the English Landscape. ISBN 9781556523069.
- Batey, Mavis (1998). The World of Alice.
- Batey, Mavis (1999). Alexander Pope: Poetry and Landscape. Barn Elms. ISBN 978-1-89953-105-9.
- Batey, Mavis (2008). From Bletchley with Love. Bletchley Park Trust. ISBN 978-1-906723-04-0.
- Batey, Mavis (2009). Dilly: The Man Who Broke Enigmas. Dialogue. ISBN 978-1-90644-701-4.
- Batey, Mavis (2017). Breaking machines with a pencil (chapter 11). У Copeland (ред.). The Turing Guide. Oxford University Press. с. 97—107. ISBN 978-0-19-874783-3.